# شوالیه تاریکی برمی‌خیزد
شوالیهٔ تاریکی برمی‌خیزد (انگلیسی: The Dark Knight Rises) فیلمی ابرقهرمانی به کارگردانی کریستوفر نولان است که در ۲۰۱۲ به نمایش درآمد. نولان فیلم‌نامهٔ این فیلم را به همراه برادرش جاناتان نولان نوشته و داستان آن را به همراه دیوید اس. گویر طرح کرده‌است. این فیلم بر اساس کاراکتر بتمن از دی‌سی کامیکس ساخته شده و دنبالهٔ شوالیهٔ تاریکی (۲۰۰۸) و همچنین آخرین قسمت از سه‌گانهٔ شوالیه تاریکی به‌شمار می‌رود. کریستین بیل در نقش بروس وین / بتمن در کنار مایکل کین، گری اولدمن، ان هتوی، تام هاردی، ماریون کوتیار، جوزف گوردون لویت و مورگان فریمن از بازیگران اصلی فیلم هستند. هشت سال پس از وقایع شوالیهٔ تاریکی، بین انقلابی بروس وین را مجبور می‌کند تا نقش خود به‌عنوان بتمن را دوباره از سر بگیرد و گاتهام سیتی را از نابودی هسته‌ای نجات دهد.
کریستوفر نولان ابتدا برای بازگشت به این مجموعه و ساخت قسمت سوم تردید داشت اما بعد از آن که به همراه دیوید اس. گویر و برادرش داستانی برای این فیلم نوشت، احساس کرد که می‌تواند برای این مجموعه پایان رضایت‌بخشی ارائه دهد. او از خط داستانی ١٩٩٣ «سقوط شوالیه»، که در آن بین برای اولین بار در جهان کامیک بوک حضور یافت، مجموعه ١٩٨۶ «شوالیه تاریکی بازمی‌گردد» و خط داستانی ١٩٩٩ «سرزمین هیچ‌کس» برای طرح داستان این فیلم استفاده نمود. مراحل فیلم‌برداری از می تا نوامبر ۲۰۱۱ در لوکیشن‌های جوداپور، لندن، ناتینگهام، گلاسگو، لس آنجلس، نیویورک، نیوآرک، نیوجرسی و پیتسبرگ به طول انجامید. نولان برای بهینه‌سازی کیفیت تصویر فیلم، در بیشتر مراحل فیلم‌برداری، از جمله شش دقیقه اول فیلم از دوربین‌های آی‌مکس ۷۰ میلی‌ متری استفاده کرد. مواردی مانند یک نوع وسیله نقلیه با الهام از بت‌پلین و بت‌کاپتر به نام «بت»، یک مجموعه زندان زیرزمینی، و یک بت‌کیو جدید به طور خاص برای فیلم ساخته شده اند. مانند شوالیه تاریکی، کمپین های بازاریابی ویروس‌وار آن در اوایل مراحل تولید آغاز شد. هنگامی که فیلمبرداری به پایان رسید، برادران وارنر کمپین تبلیغاتی خود را متمرکز کرد، وب سایت های تبلیغاتی را توسعه داد، شش دقیقه اول فیلم را منتشر کرد، تریلرهای سینمایی را نمایش داد و اطلاعاتی در مورد داستان فیلم ارائه داد. 
شوالیه تاریکی برمی‌خیزد در ١۶ ژوئیه ۲۰۱۲ در شهر نیویورک اکران شد. این فیلم در ایالات متحده و انگلستان در ٢٠ ژوئیه ٢٠١٢ اکران شد. این فیلم نقدهای مثبتی دریافت کرد و، به همراه تمجید از نقش‌آفرینی ها (به ویژه هاردی)، سکانس‌های اکشن، کارگردانی، فیلم‌نامه، موسیقی و عمق احساسی، بسیاری از منتقدان آن را یک پایان رضایت‌بخش برای سه‌گانه دانستند. فیلم بیش از ١ میلیارد دلار در سراسر جهان فروخت و دومین فیلم از سری فیلم های بتمن با درآمد ١ میلیارد دلاری و پرفروش ترین فیلم بتمن تا به امروز شد. فیلم علاوه بر اینکه پرفروش‌ترین فیلم نولان بود، در زمان اکران خود هفتمین فیلم پرفروش تاریخ و همچنین سومین فیلم پرفروش ۲۰۱۲ شد. این فیلم تا به امروز سی و دومین فیلم پرفروش تاریخ به حساب می‌آید. این فیلم به عنوان یکی از ١٠ فیلم برتر سال ٢٠١٢ توسط انستیتوی فیلم آمریکا معرفی شد. این فیلم یکی از بهترین فیلم‌های ابرقهرمانی تاریخ، یکی از بهترین فیلم‌های دهه ٢٠١٠، و همچنین یکی از بهترین فیلم‌های ساخته شده تاکنون در نظر گرفته می‌شود.
در سال ۲۰۱۲ کمپانی بازی سازی گیم لافت بازی شوالیه تاریکی برمیخیزد را برای اندروید و آی او اس منتشر کرد.

## داستان
اطراف ازبکستان، یکی از اعضای سابق نقابدار لیگ سایه‌ها، به نام بین، حمله‌ای به هواپیمای سیل را برای ربودن فیزیکدان هسته‌ای روس، دکتر لئونید پاول، ترتیب می‌دهد. او قبل از سرنگونی هواپیما، جسدی را به عنوان طعمه باقی می‌گذارد.
هشت سال پس از مرگ هاروی دنت، با اجرای قانون دنت، تقریباً تمامی جرایم سازمان‌یافته ریشه‌کن شده‌است. جیمز گوردون که از نگفتن حقیقت احساس گناه می‌کند، جریان واقعی اتفاق‌افتاده به همراه استعفایش را در یک نامه می‌نویسد تا در سال‌روز مرگ هاروی دنت، آن را بخواند اما زمان را مناسب نمی‌بیند و تصمیم می‌گیرد این کار را نکند. بتمن هشت سال است ناپدید شده. بروس وین منزوی شده و به غیر از آلفرد کسی او را نمی‌بیند. سلینا کایل اثر انگشت بروس را از خانه‌اش به همراه یک نماینده مجلس می‌دزدد. سپس آن‌ها را به فیلیپ استرایور دستیار جان دگت می‌دهد، در ازای برنامه‌ای که تمام سوء پیشینه افراد را از تمامی پایگاه‌های اطلاعاتی دنیا پاک می‌کند. استرایور به کایل نارو می‌زند اما کایل با استفاده از تلفن نماینده مجلس به پلیس خبر می‌دهد و موفق می‌شود از محل بگریزد. گوردون و دیگر پلیس‌ها به محل می‌رسند و رد افراد استرایور را می‌گیرند و به فاضلاب‌های شهر گاتهام می‌رسند. بین گوردون را می‌گیرد، ولی گوردون موفق می‌شود فرار کند و جان بلیک او را پیدا می‌کند. گوردون به بلیک ترفیع می‌دهد و او را کاراگاه می‌کند و بلیک هم گزارش تمام کارهایش را مستقیم به گوردون می‌دهد.
شرکت وین دیگر سوددهی ندارد و این به خاطر آن است که بروس پروژه کار بر روی رآکتور هسته‌ای را از ترس استفاده نظامی از آن متوقف کرده‌است. بین به بورس گاتهام حمله می‌کند و با استفاده از اثر انگشت بروس وین، شرکت وین را ورشکسته می‌کند. همزمان آلفرد پنی‌ورث برای متوقف کردن بتمن از بازگشت، به او می‌گوید که ریچل قبل از مرگش برای او نامه‌ای نوشته و در آن گفته که انتخاب او هاروی دنت است. اما نمی‌تواند او را متقاعد کند و تصمیم می‌گیرد بروس را ترک کند. برای آن که دگت به رآکتور دسترسی پیدا نکند، بروس از میراندا تیت می‌خواهد که کنترل شرکت وین را در دست بگیرد. بعد از آن، بین دگت را می‌کشد. سلینا کایل برای به دست آوردن برنامه پاک کردن سوابق، قبول می‌کند بتمن را به پیش بین ببرد، اما در واقع بتمن را در تله می‌اندازد. بین به بتمن می‌گوید که می‌خواهد راه رأس‌الغول را ادامه بدهد و به همراه باقی‌مانده اعضای انجمن سایه‌ها شهر گاتهام را نابود کند. بتمن در مبارزه با بین شکست می‌خورد و بین کمر بتمن را می‌شکند و او را به یک زندان در خارج که فرار از آن تقریباً غیرممکن است، تبعید می‌کند. یکی از زندانیان داستان تولد فرزند رأس‌الغول را در این زندان برای بروس تعریف می‌کند و این‌که چگونه از زندان فرار کرده‌است. بروس فکر می‌کند بین فرزند رأس‌الغول است.
همزمان بین تمام نیروهای پلیس گاتهام سیتی را در زیر زمین گیر می‌اندازد و راه خروجشان را می‌بندد. او شهردار گاتهام را نیز می‌کشد و دکتر پاول را مجبور می‌کند که رآکتور هسته‌ای را به یک بمب هسته‌ای تبدیل کند و بعد او را هم می‌کشد. بین ارتباط گاتهام را با بقیه دنیا قطع می‌کند و تهدید می‌کند اگر کسی سعی کند وارد گاتهام شود، بمب را منفجر خواهد کرد. با استفاده از نامه نوشته شده توسط گوردون، بین واقعیت را برای همه آشکار می‌کند و زندانیان زندان شهر گاتهام را آزاد می‌کند. زندانیان یک انقلاب را آغاز می‌کنند و افراد ثروتمند و مشهور شهر را دستگیر می‌کنند و یک به یک دادگاه نمایشی می‌برند، جایی که در واقع برای همه حکم مرگ صادر می‌شود و دکتر جاناتان کرین قاضی دادگاه است.
پس از چند ماه درمان و تمرین، بروس از زندان می‌گریزد و به گاتهام بازمی‌گردد تا با کمک کایل، بلیک، تیت، گوردون و لوشس فاکس جلوی منفجر شدن بمب را بگیرد. بتمن پلیس‌های گیرافتاده در زیر زمین را آزاد می‌کند و به کمک آن‌ها به جنگ افراد بین می‌رود. بتمن بین را شکست می‌دهد، اما در همین موقع میراندا تیت با چاقو بتمن را زخمی می‌کند و افشا می‌کند که نام اصلی او تالیا الغول است و او فرزند رأس‌الغول است که از زندان با کمک بین فرار کرده‌است. او سعی دارد راه پدرش را ادامه دهد و سعی می‌کند با کنترل از راه دور بمب را منفجر کند، اما گوردون سیگنال آن را مسدود می‌کند. اما بمب به علت رسیدن هسته آن به ناپایداری، به هر حال منفجر خواهد شد. تالیا برای پیدا کردن بمب می‌رود و بین می‌خواهد که بتمن را بکشد، اما کایل با استفاده از موتور خفاشی بین را می‌کشد. بتمن سعی می‌کند با کمک خفاش (هواپیمایی که فاکس برای بتمن ساخته) بمب را از کامیون حاملش که تالیا راننده آن است خارج کند و به رآکتورش وصل کند تا دوباره به پایداری برسد. کامیون تصادف می‌کند و تالیا قبل از مرگش، از راه دور رآکتور را از بین می‌برد. برای بتمن راهی نمی‌ماند جز آن که با هواپیمای خفاشی بمب را از منطقه مسکونی خارج نماید. بمب بر روی خلیج منفجر می‌شود و مناطق مسکونی آسیبی نمی‌بینند.
در ادامه همه مرگ بتمن را قطعی می‌دانند و یاد او را به عنوان یک قهرمان گرامی می‌دارند. خانهٔ وین به یتیم‌خانه گاتهام اهدا می‌شود و بقیه میراث او به آلفرد می‌رسد. گوردون متوجه می‌شود که علامت خفاشی تعمیر شده و لوشس فاکس نیز مطلع می‌شود که بروس وین قبلاً سیستم خلبانی خودکار هواپیمای خفاشی را تعمیر کرده‌است. هنگامی که آلفرد برای تعطیلات به فلورانس می‌رود متوجه می‌شود که بروس وین زنده بوده و هم‌اکنون با کایل در رابطه است. بلیک که نام اصلی او رابین فاش شده، از ادارهٔ پلیس گاتهام استعفا می‌دهد و بسته‌ای را از بروس وین دریافت می‌کند که راه غار بتمن را به آن نشان می‌دهد.

## بازیگران
- کریستین بیل در نقش بروس وین / بتمن:

میلیاردری که زندگی‌اش را وقف دفاع از شهر گاتهام کرده است. نولان اعلام کرد که با توجه به فاصلهٔ هشت سالهٔ بین شوالیه تاریکی و شوالیه تاریکی برمی‌خیزد، وی پیرتر شده و در بهترین حالتش نیست. بیل باز هم روش مبارزه کیسی برای این فیلم استفاده کرد، اما با توجه به وضعیت جدید بروس، باید تغییراتی در آن ایجاد می‌شد. بیل اعلام کرد که شوالیه تاریکی برمی‌خیزد آخرین فیلمی خواهد بود که وی در ان نقش بتمن را ایفا می‌کند.
- مایکل کین در نقش آلفرد پنی‌ورث:[۱۹]

دستیار و مشاور قابل اعتماد بروس. آلفرد برای بروس مانند پدر بوده و به سخنان ناصحانه‌اش نیز ادامه می‌دهد. آلفرد نمی‌تواند بازگشت بروس به بتمن را بپذیرد و حتی وی را ترک می‌کند.
- گری اولدمن در نقش جیمز گوردون: کمیسر پلیس شهر
- مورگان فریمن در نقش لوشیوس فاکس
- ان هتوی در نقش سلینا کایل / زن گربه‌ای همکار مرموز بتمن
- تام هاردی در نقش بین سردسته تروریست‌ها و اخراجی انجمن سایه‌ها
- ماریون کوتیار در نقش میراندا تیت / تالیا الغول
- جوزف گوردون لویت در نقش رابین جان بلیک

## تیراندازی در آرورا، کلرادو
«من دربارهٔ هویت قربانیان این فاجعه تیراندازی چیزی نمی‌دانم اما می‌دانم که همه آن‌ها به سینما آمده بودند تا یک فیلم ببینند. من معتقدم که فیلم‌ها آثار هنری بزرگ و برجسته آمریکا هستند و تجربه تماشای یک داستان روی پرده سینما بسیار مهم و لذت بخش است. سینماها خانه من هستند و این‌که یک نفر این محیط عاری از گناه و امیدبخش را این چنین وحشیانه و غیرقابل تحمل به خشونت بکشاند، واقعاً برای من ناراحت‌کننده است. هیچ‌کدام از ما نمی‌توانیم چیزی بگوییم که بیانگر احساس قلبی ما نسبت به قربانیان بی‌گناه این جنایت ترسناک و وحشیانه باشد اما همواره به یاد آن‌ها و خانواده‌های داغدارشان هستیم و به آن‌ها فکر می‌کنیم.»

—واکنش کریستوفر نولان نسبت به تیراندازی در سینمایی در آرورا، کلرادو.
در ۲۰ ژوئیه ۲۰۱۲، به هنگام نمایش فیلم در سینمای قرن ۱۶ در آرورا، کلرادو، شخص مسلحی که ماسک گاز به صورت زده بود، داخل سالن سینما بر روی مردم، آتش گشود. در این حادثه ۱۲ نفر کشته و ۷۰ نفر زخمی شدند. پلیس بلافاصله پس رسیدن به صحنه، شخص مجرم که جیمز هولمز نام داشت و در آن زمان ۲۴ ساله بود را دستگیر کرد. گفته می‌شود پس از دستگیری، هولمز خود را جوکر معرفی کرده‌است.
کمپانی برادران وارنر اعلام کرد که عمیقاً از این حادثه متأثر شده و مراسم فرش قرمز فیلم در پاریس، مکزیک و ژاپن را کنسل نمود و کمپین تبلیغاتی فیلم در فنلاند را نیز به حالت تعلیق درآورد. چندین شبکه تلویزیونی در آمریکا، تبلیغات این فیلم را متوقف کردند. برادران وارنر، تبلیغ فیلم جوخه گانگستر که پیش از شروع فیلم شوالیه تاریکی برمی‌خیزد در سینماها پخش می‌شد را نیز از فیلم حذف کرد، زیرا در آن صحنه‌ای وجود دارد که عده‌ای به تماشاگران فیلم در سینما تیراندازی می‌کنند.
کریستوفر نولان در رابطه با این حادثه بیانیه‌ای منتشر کرد و آن را حرکتی «وحشیانه و غیرقابل تحمل» خواند. بازیگران فیلم هم در بیانیه‌هایی جداگانه، با قربانیان این حادثه ابراز همدردی کردند. کریستین بیل شخصاً با خانواده‌های قربانیان دیدار کرد و در مراسم یادبود آنان در آورورا شرکت نمود.

## انتشار

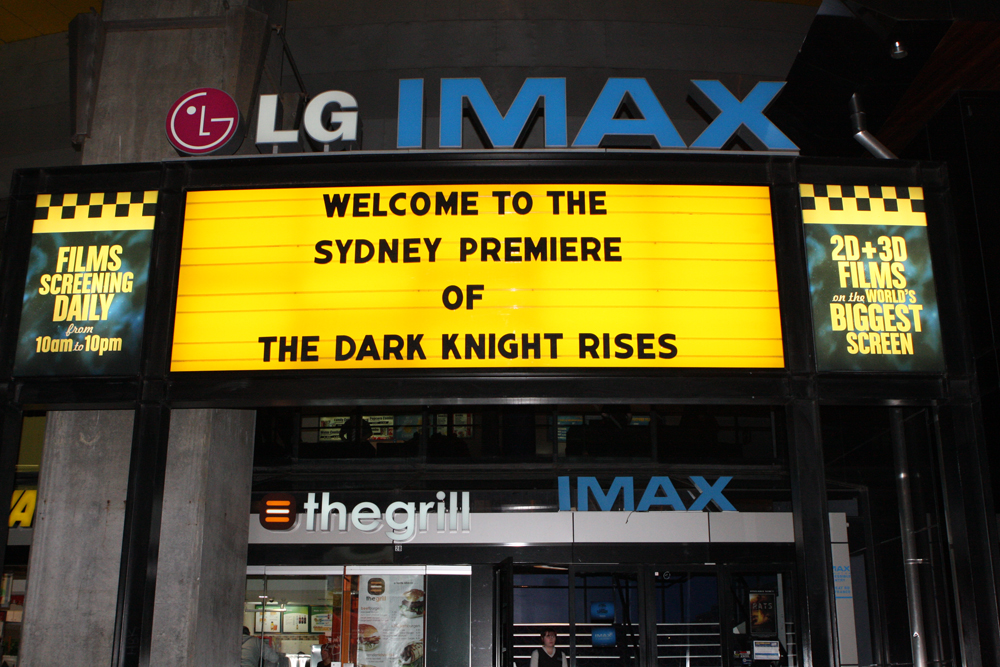
اولین انتشار در استرالیا فیلم شوالیه تاریکی

در روز ۱۶ ژوئیه ۲۰۱۲، کمپانی برادران وارنر، یک اکران ویژه در شهر نیویورک و در ۱۸ ژوئیهٔ ۲۰۱۲، مراسم فرش قرمز فیلم برای افتتاح آن در اروپا، در لندن برپا شد. فیلم در ۱۹ ژوئیه در نیوزلند و استرالیا و یک روز بعد در آمریکای شمالی و بریتانیا، برای عموم اکران شد.

### بازخوردها
شوالیهٔ تاریکی برمی‌خیزد عموماً نقدهای مثبتی دریافت کرد. راتن تومیتوز با جمع‌آوری نظرات ۳۳۴ منتقد، اعلام کرد که ۸۷٪ آن‌ها نظر مثبتی راجع به فیلم داشته‌اند. متاکریتیک بر پایه نظرات ۴۵ منتقد سینمایی، به فیلم نمرهٔ ۷۸ از ۱۰۰ داد. سینمااسکور گزارش داد که تماشاگران فیلم، به آن نمرهٔ A داده‌اند.
روزنامه دیلی تلگراف به فیلم نمرهٔ کامل پنج ستاره را داد و آن را «فیلمی ابرقهرمانی بدون ابرقهرمان» خواند و این فیلم را با پدرخوانده: قسمت دوم مقایسه کرد. همچنین نمایش هاردی در فیلم را تحسین کرد و داستان پیچیدهٔ فیلم را نیز ستود. کنت توران از لس آنجلس تایمز معتقد است که فیلم «قوی، قانع‌کننده و هیپنوتیزم‌کننده» است و آن را «بالاتر از حد انتظار برای یک فیلم ابرقهرمانی» می‌داند و در ادامه اعلام می‌کند که این فیلم بر پایهٔ هر استانداردی یک شاهکار است. تاد گیلچریست از پلی‌لیستس نوشت: «این فیلم یک پیروزی سینمایی، فرهنگی و شخصی است و از نظر احساسی، الهام‌بخش است». آی‌جی‌ان به فیلم نمرهٔ ۹ از ۱۰ داد و به این نکته اشاره کرد که روند فیلم بیشتر شبیه به بتمن آغاز می‌کند است تا شوالیهٔ تاریکی. گاردین به فیلم ۴ ستاره از ۵ ستاره داد و فیلم را «مستحکم و به‌شدت یکپارچه» دانست. اندرو اوهیر از سالون نوشت: «اگر شوالیهٔ تاریکی برمی‌خیزد فیلمی فاشیستی است، مسلماً بهترین فیلم فاشیستی و تاریک‌ترین، هیجان‌انگیزترین و مشوش‌سازترین فیلمی است که تاکنون ساخته شده». راجر ایبرت از شیکاگو سان-تایمز به فیلم ۳ ستاره از ۴ ستاره داد و نوشت: «فیلم به آرامی و با طرح داستانی مبهم و کاراکترهای بسیار زیاد شروع می‌شود، اما از همان ابتدا یک اوج مهیج را پایه‌ریزی می‌کند». ریچارد روپر به فیلم نمرهٔ A داد و فیلم را «باشکوه، زیبا و حماسه‌ای ظالمانه و رضایت‌بخش» توصیف کرد. وبسایت The London Film Review به فیلم نمرهٔ B داد و نوشت: «نولان در این فیلم به ما یادآوری می‌کند که ابرقهرمانان صرفاً یک سرگرمی بیهوده نیستند، بلکه بهترین تصور ما از خودمان هستند». فوربز این فیلم را در کنار انتقام‌جویان و قسمت قبلی همین سه‌گانه یعنی شوالیه تاریکی به عنوان بهترین اقتباس‌های کمیک‌بوکی سینما معرفی کرد. در سال ۲۰۱۴، مجله امپایر با رأی‌گیری از خوانندگانش، «۳۰۱ فیلم برتر تاریخ» را معرفی کرد که شوالیه تاریکی برمی‌خیزد در رتبه ۷۲ قرار داشت.
کریس توکی از دیلی میل در کنار ستایش جلوه‌های بصری فیلم، از طولانی بودن و روند آن و همچنین کمبود مزاح در آن انتقاد کرده‌است. تام چریتی از سی‌ان‌ان آن را «پایانی ناامیدکننده برای مجموعه‌ای برتر» خواند و آن را بدترین فیلم نولان دانست. آنتونی لین از نیویورکر گفت که «داستان فیلم متراکم و طولانی است و پر است از ارجاعاتی که تنها کسانی که دو فیلم قبلی را دیده‌اند، درک می‌کنند.»
در پی واکنش طرفداران فیلم به نظرات منفی دربارهٔ فیلم، راتن تومیتوز قسمت نظرات کاربران را از صفحهٔ این فیلم حذف کرد. برخی طرفداران از تهدیدات علیه منتقدان این فیلم انتقاد کردند و برخی دیگر وبسایت‌های منتشرکنندهٔ نظرات منفی دربارهٔ فیلم را تهدید کردند.